# Croton didrichsenii
Pour Julocroton humilis var. lanceolatus, (Klotzsch ex Müll.Arg.) Croizat, voir Croton lanceolaris.
Espèce
Croton didrichsenii est une espèce de plantes à fleurs du genre Croton et de la famille des Euphorbiaceae, présente au centre ouest et au sud est du Brésil.
Il a pour synonymes :
- Cieca humilis, (Didr.) Kuntze,
- Julocroton humilis, Didr.,
- Julocroton humilis var. decumbens, Müll.Arg.,
- Julocroton humilis var. genuinus, Müll.Arg.,
- Julocroton humilis forma latifolia, Chodat et Hassl.
- Julocroton humilis var. malmei, Croizat